# Io che non vivo (senza te)/Che cosa farai (di questo mio amore)
Io che non vivo (senza te)/Che cosa farai (di questo mio amore) è un singolo della cantante statunitense Jody Miller, pubblicato dalla Capitol nel 1965.

## Tracce

### Lato A
1. Io che non vivo (senza te) – 2:25 (Pino Donaggio, Vito Pallavicini)

### Lato B
1. Che cosa farai (di questo mio amore – 2:13 (Cristiano Minellono, Mansueto De Ponti)

## Io che non vivo (senza te)
Io che non vivo (senza te), presentata al Festival di Sanremo 1965, fu al primo posto per tre settimane.
Un'altra cantante presente alla stessa edizione del Festival, Dusty Springfield, decise di farla sua e di inciderla una volta tornata a Londra. Nella versione inglese, intitolata You Don't Have to Say You Love Me (e reinterpretata anche dalla stessa Miller), il brano entrò nelle classifiche di moltissimi paesi. La Springfield affermò di averla registrata nella tromba di scale perché risuonava meglio. Numerosi gli artisti di fama internazionale, tra cui Elvis Presley, l'inclusero in repertorio: la cantante country Shelby Lynne la cantò in versione acustica, e divenne con gli anni un classico.